# Palais Andrássy
Le Palais Andrássy (en hongrois : Andrássy-palota) est un édifice situé dans le 1er arrondissement de Budapest.
Construit entre 1744 et 1748 par József Giessl, il appartint à la famille Andrássy jusqu'en 1945.